# بيت علي احمد (بني العوام)

تعديل مصدري - تعديل

بيت علي احمد هي إحدى قرى عزلة بني الذواد بمديرية بني العوام التابعة لمحافظة حجة، بلغ تعداد سكانها 58 نسمة حسب تعداد اليمن لعام 2004.